# Urge Overkill

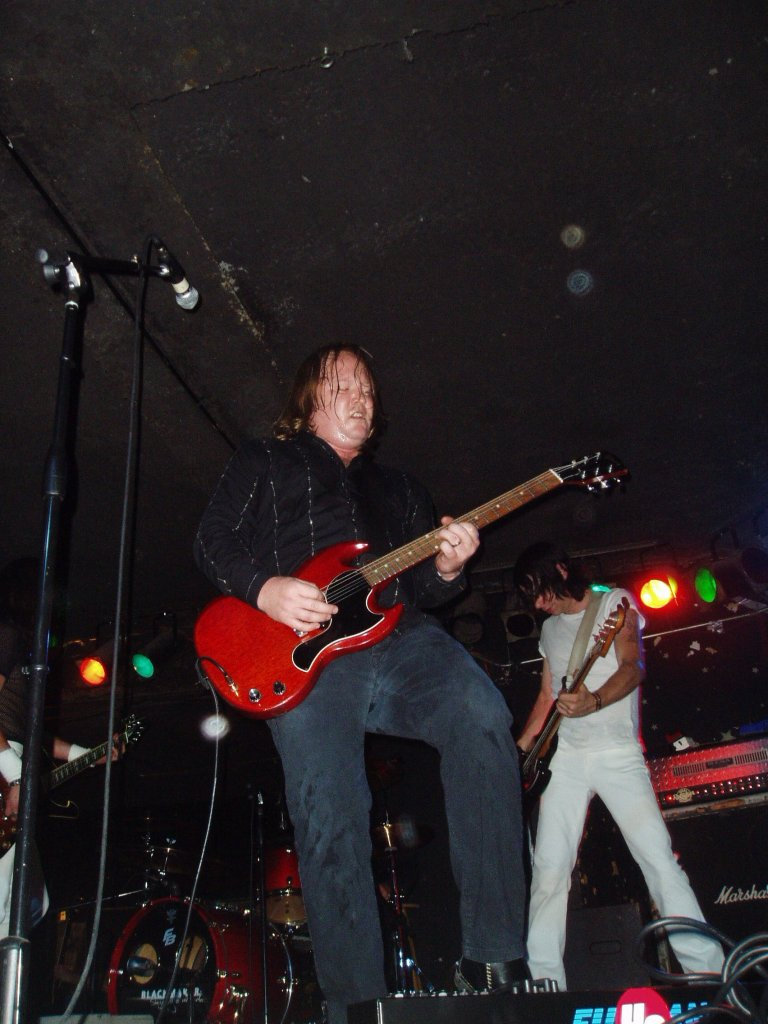
Urge Overkill

Urge Overkill is de naam van een band die alternatieve rockmuziek maakt. De band werd in 1986 in Chicago, Verenigde Staten opgericht door Nathan "Nash Kato" Kaatrud (zanger/gitarist), Johnny "Blackie Onassis" Rowan (zanger/drummer) en Eddie "King" Roeser (zanger/gitarist/bassist).
Hun grootste succes was waarschijnlijk het nummer Girl, You'll Be a Woman Soon (een cover van de originele versie van Neil Diamond). Dit nummer werd gebruikt voor de film Pulp Fiction. Verder waren er nog kleine successen, zoals het nummer Sister Havana, maar echt beroemd zijn ze nooit geworden.
In 1997 is de band uit elkaar gegaan na een ruzie, maar in 2004 besloten Kato en King om verder te gaan met de band. Daarvoor haalden ze er een paar nieuwe leden bij: Mike Hodgkiss (bassist), Chris Frantisak (keyboards) en Nate Arling (drummer). Daarna zijn Kato en King samen op tournee gegaan en hebben ze ook gewerkt aan nieuwe nummers. De hernieuwde samenwerking leidde in mei 2011 tot hun zesde album: Rock & Roll Submarine. In februari 2022 brachten ze de opvolger Oui uit. Die plaat start met de cover van Wham!s hitsingle Freedom.
Urge Overkill staat bekend om hun eigenzinnige covers van hits.